# Oxacis barbara
Oxacis barbara är en skalbaggsart som beskrevs av Ross H. Arnett, Jr. 1956. Oxacis barbara ingår i släktet Oxacis och familjen blombaggar. Inga underarter finns listade i Catalogue of Life.